# James-Andrew Davis
James-Andrew Davis (Londres, 3 de julho de 1991) é um esgrimista britânico de florete. Ele competiu nos Jogos Olímpicos de 2012 e conquistou quatro medalhas no campeonato europeu.

## Carreira
Davis nasceu e cresceu em Barnet, distrito situado no norte de Londres. Ele se interessou pelo esporte aos quatro anos de idade, enquanto esperava que sua mãe buscasse seu irmão em clubes de esgrima. Em 2008, tornou-se o primeiro britânico a subir ao pódio no Campeonato Europeu de Cadetes com uma medalha de bronze em Rovigo. Ele conquistou outra medalha de bronze, desta vez com a equipe, no Campeonato Europeu Júnior de 2010, em Lobnya.[carece de fontes?]
Preparando-se para os Jogos Olímpicos de Verão, em Londres, Davis foi ordenado por seu treinador a perder peso ou seria dispensado do time da Grã-Bretanha. Ele perdeu mais de 32 kg em dezoito meses e sua esgrima melhorou: no final da temporada 2009-10, Davis ocupava o 346.º lugar do ranking e subiu gradativamente para o 29.º lugar na véspera das Olimpíadas. Com isso, ele foi qualificado graças às vaga para os anfitriões. No evento individual, Davis foi derrotado em sua primeira partida, sendo eliminado pelo pentacampeão mundial Peter Joppich, da Alemanha. No evento por equipes, a Grã-Bretanha venceu o Egito na primeira rodada, mas foi derrotada pela Itália. Após as rodadas de colocação, a equipe anfitriã terminou no sexto lugar geral.
Na temporada de 2012–13 da Copa do Mundo, Davis tornou-se, em São Petersburgo, o primeiro britânico a vencer um Grande Prêmio desde 2009. Este resultado, e três quartos-de-final em outros eventos da mesma competição, o colocou entre os dezesseis melhores do ranking da FIE. No Campeonato Europeu de Zagreb, ele chegou às semifinais, quando foi derrotado pelo russo Aleksey Cheremisinov, no entanto, conquistou uma medalha de bronze. No evento por equipes, a Grã-Bretanha superou a França nas quartas-de-final, mas perdeu para a Polônia. Os britânicos, no entanto, derrotaram a Rússia na partida do bronze.
Na temporada de 2013-14 da Copa do Mundo, Davis conseguiu dois quartos-de-final em eventos. No Campeonato Europeu de Estrasburgo, ele venceu em sequência Alexander Choupenitch da República Tcheca, Peter Joppich, e re-encontrou Cheremisinov na decisão. A partida contra o russo foi interrompida pelo árbitro, pois o traje de Davis estava registrando falsos positivos; contudo, ele conseguiu a vitória e conquistou o primeiro ouro da Grã-Bretanha no florete. Cheremisinov, no entanto, foi o principal responsável pela vitória da equipe Rússia diante da Grã-Bretanha, nas quartas-de-final. No Mundial de Cazã, ele chegou até as quartas-de-final, quando foi derrotado pelo francês Enzo Lefort. No evento por equipes, a equipe foi dominada pela Itália nas quartas-de-final e terminou em 8.º lugar geral.[carece de fontes?]
Em 2015, Davis se qualificou para os Jogos Olímpicos do Rio de Janeiro ao conquistar a medalha de prata na etapa de San José, da Copa do Mundo. Neste evento, ele venceu o medalhista olímpico Yuki Ota nas semifinais, mas foi derrotado pelo russo Timur Safin. No evento individual das Olimpíadas, Davis foi derrotado por Safin nas oitavas de final. A equipe da Grã-Bretanha, por sua vez, perdeu para a Rússia na primeira fase do evento por equipes.